# Гіркокаштан голий
Гіркокашта́н го́лий (Aesculus glabra) — отруйна багаторічна рослина родини сапіндових. Декоративна та технічна культура.

## Опис
Дерево середнього розміру, заввишки 10-30 м. Крона розлога, нещільна. Стовбур прямий, у дорослих дерев його діаметр може сягати 40-80 см. Кора молодих дерев сірувато-коричнева, гола, згодом стає сірою або майже білою та вкривається сіткою дрібних тріщин. Характерною особливістю цього виду є неприємний запах, який з'являється при зламі тонких гілочок. Листки 8-16 см завдовжки, пальчасті, зазвичай складені з 5 листочків (рідше — з 7). Кожен листочок довгасто-яйцеподібної або еліптично-яйцеподібної форми, загострений, з нерівномірно вирізаним краєм. Черешки завдовжки 5-15 см. Колір листя варіює від темно-зеленого до зеленого, часто з блакитним відтінком.
Суцвіття — волоть 10-15 см завдовжки, гола або густоволохата. Квітки блідо-жовті або жовто-зелені, 2-3 см завдовжки. Чашечка дзвоникувата, опушена, 3-8 мм завдовжки. Чашолистиків п'ять, вони заокруглені. Оцвітина складається з 4 майже однакових пелюсток завдовжки 10-19 мм. Тичинок 7, вони зігнуті, в нижній частині волохаті, завдовжки 15-23 мм. Тичинки, довші за пелюстки, є типовою ознакою цього виду, що дозволяє безпомилково відрізнити його від гіркокаштана жовтого. Пиляки помаранчеві. Плід — еліптична або обернено-яйцеподібна коробочка завширшки 2-5 см. Оболонка плоду блідо-коричнева, горбкувата або вкрита дрібними м'якими шипами, які згодом відпадають, інколи — зовсім гола. Всередині плоду містяться 1-3 (рідше 4-6) вишнево-коричневі, лискаті насінини завширшки 2-4 см.
Вид дуже мінливий і в межах ареалу утворює багато форм. Деякі з них раніше описували як окремі види, як от гіркокаштан техаський (Aesculus arguta). Наразі ця популяція, поширена у західній частині ареалу, має статус підвиду Aesculus glabra arguta. Рослини цього таксона відрізняються від номінальної форми меншим розміром (зазвичай кущі або невеликі деревця заввишки до 6 м), більшою кількістю листочків у листі (7-11 замість 5) та їх двічі зубчастим краєм.

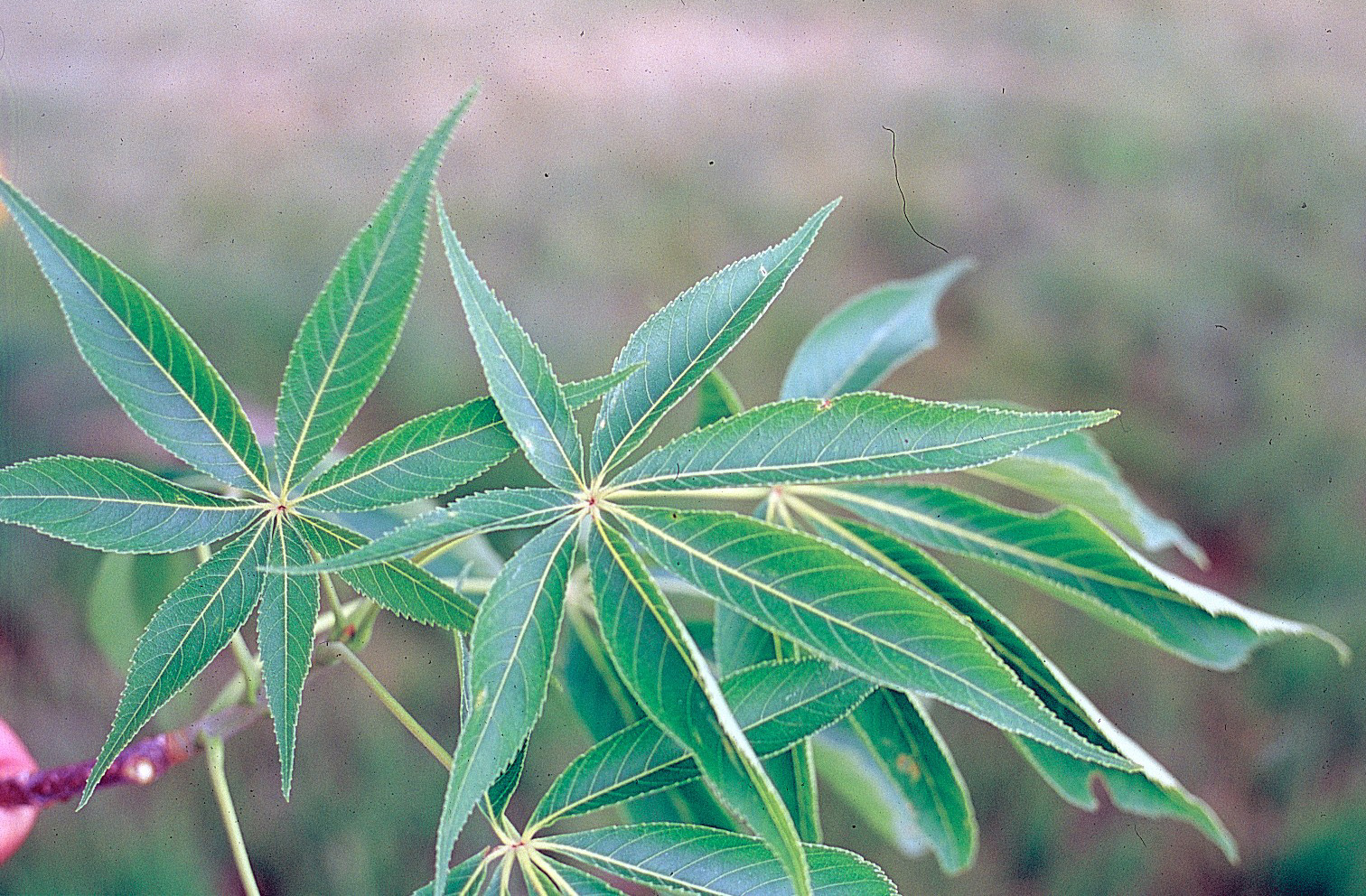
Листя
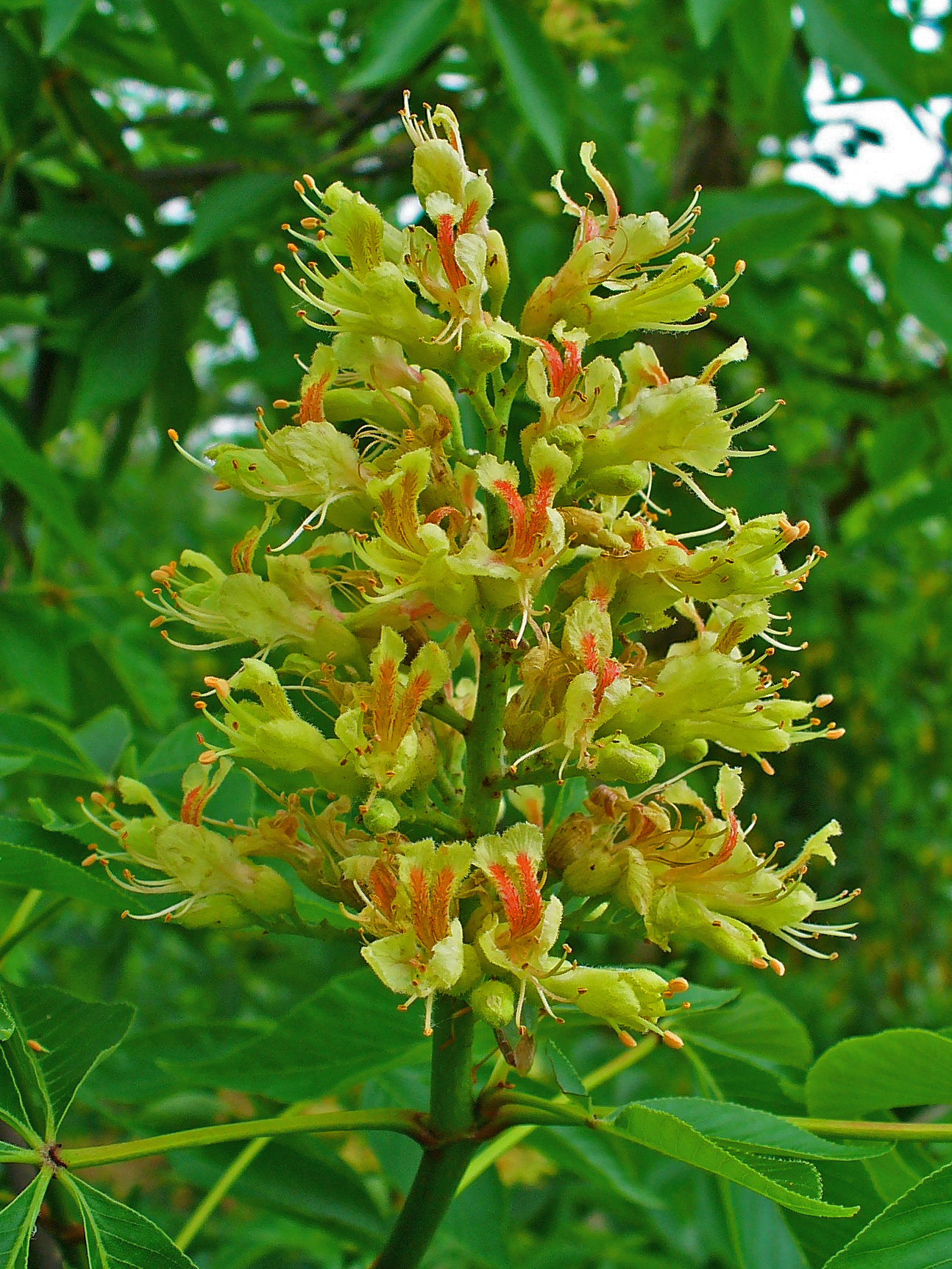
Суцвіття
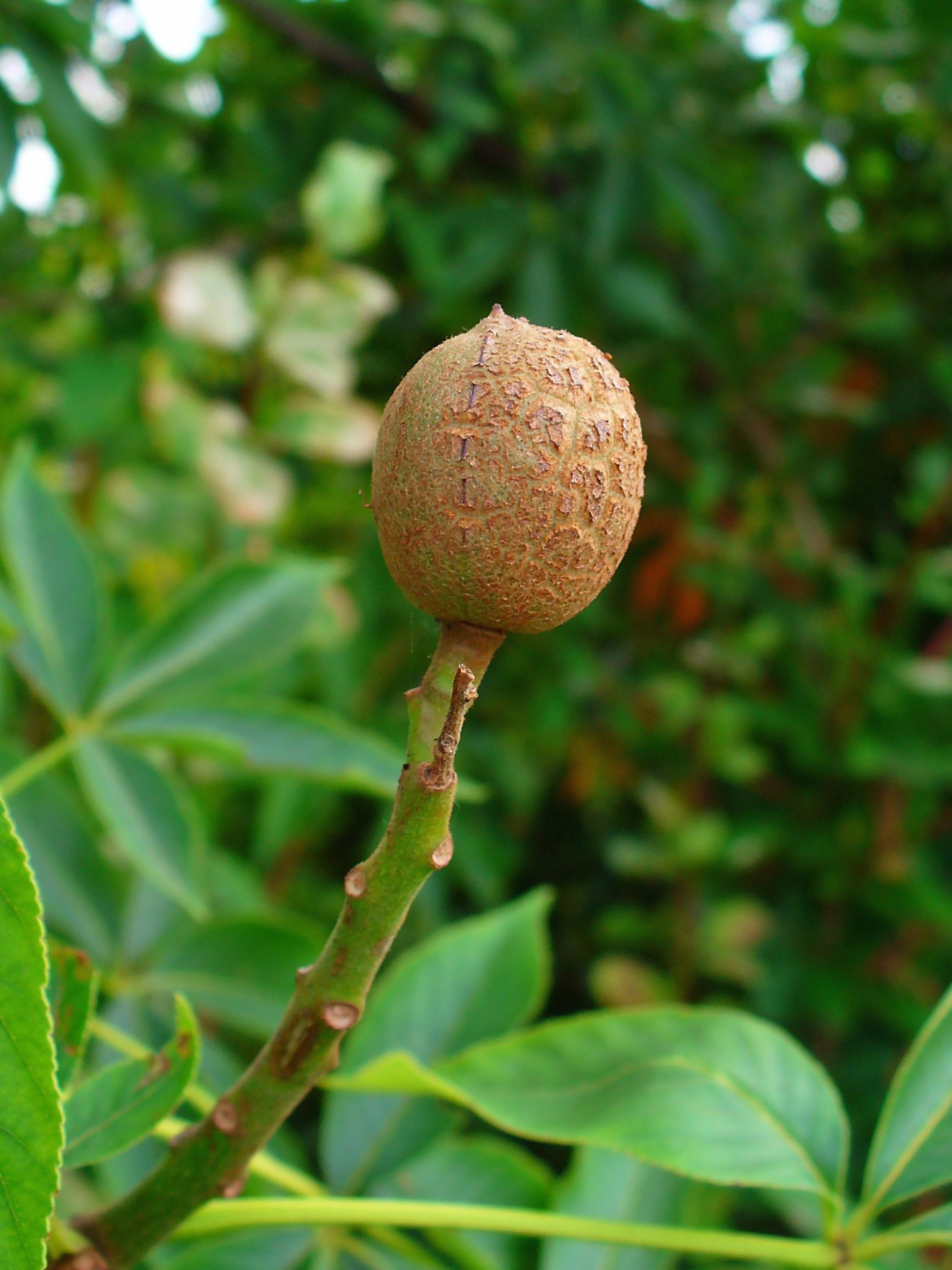
Плід
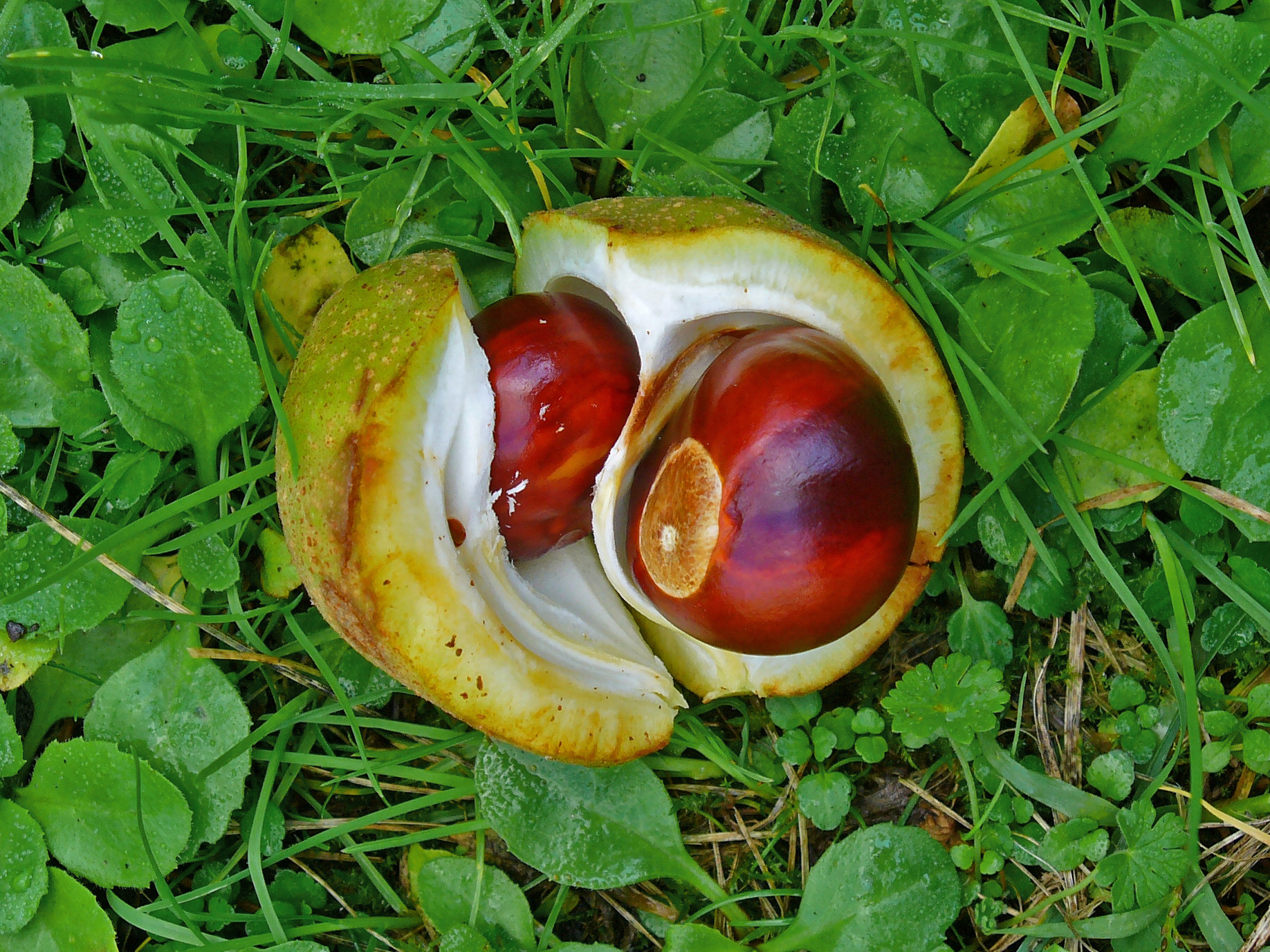
Насіння

## Екологія та поширення
Плодоносить у вересні. В природі гіркокаштан голий трапляється на кам'янистих схилах з відшаруваннями вапняку і пісковику, по берегах річок, де його кущі нерідко утворюють густі зарості. Низькорослі форми цього виду є типовим компонентом підліску. Плодами харчуються вивірки.
Батьківщина гіркокаштана голого — Північна Америка. Рослина розповсюджена в американських штатах Огайо, Пенсільванії, Арканзасі, Теннессі, на півдні Мічигану, південному заході Іллінойсу та Айови, на заході Канзасу, Оклахоми і Техасу, на сході Алабами, на півночі Джорджії. Окремі популяції зростають в штаті Місісіпі та канадській провінції Квебек. У культурі поширена у штатах Массачусетс та Міннесота, а також в європейських країнах.

## Застосування
Деревина цієї рослини високо цінується у виробництві меблів, паркету, музичних інструментів, інколи застосовується при виготовленні тари.
Цей вид доволі відомий у американських садівників, які висаджують його у парках та на вулицях міст. Відомий його гібрид з гіркокаштаном червоним.
Гіркокаштан голий обраний офіційною емблемою штату Огайо, його назву використовує спортивна команда Державного університету Огайо (англ."Buckeyes").
Для людини і худоби плоди гіркокаштана голого отруйні, втім є свідоцтва, що індіанці після спеціальної обробки готували з них страву «hetuck».

## Систематика

### Підвиди і форми
- Aesculus glabra підв. arguta (Buckley) A.E. Murray
- Aesculus glabra підв. glabra
- Aesculus glabra ф. arguta (Buckley) B.L. Rob.
- Aesculus glabra ф. buckleyi Sarg.
- Aesculus glabra ф. glabra
- Aesculus glabra ф. leucodermis Sarg.
- Aesculus glabra ф. micrantha Sarg.
- Aesculus glabra ф. monticola Sarg.
- Aesculus glabra ф. sargentii Rehder

### Гібрид
- Aesculus glabra x pavia